# ألفارو بيتانكورت
ألفارو بيتانكورت (بالإنجليزية: Álvaro Betancourt)‏ هو لاعب كرة قدم أمريكي، ولد في 8 فبراير 1994 في كاغواس في الولايات المتحدة. شارك مع منتخب بورتوريكو تحت 20 سنة لكرة القدم ومنتخب بورتوريكو لكرة القدم. أما مع النوادي، فقد لعب مع Bayamón Fútbol Club ‏.

## وصلات خارجية
- ألفارو بيتانكورت على موقع الاتحاد الدولي (مؤرشف)  (الإنجليزية)
- ألفارو بيتانكورت على موقع قاعدة بيانات كرة القدم.إي يو (الإنجليزية)
- ألفارو بيتانكورت على موقع ناشيونال فوتبول تيمز (الإنجليزية)
- ألفارو بيتانكورت على موقع Soccerway.com (الإنجليزية)